# Henri Colpi
Henri Colpi (ur. 15 lipca 1921 w Brig-Glis, zm. 14 stycznia 2006 w Paryżu) – francuski reżyser, scenarzysta i montażysta filmowy, związany z francuską Nową falą.

## Życiorys
W 1947 ukończył prestiżową uczelnię filmową IDHEC. W latach 50. był montażystą filmów czołowych debiutujących wtedy reżyserów nowofalowych, takich jak Agnès Varda czy Georges Franju.
Debiut reżyserski Colpiego, dramat psychologiczny Tak długa nieobecność (1961), opowiadał historię kobiety nietracącej nadziei na powrót swojego męża, który zaginął na wojnie. Scenariusz do filmu napisała Marguerite Duras, a w główną rolę wcieliła się włoska aktorka Alida Valli. Kameralny obraz przyjęto bardzo entuzjastycznie. Colpi zdobył za niego Nagrodę im. Louisa Delluca oraz Złotą Palmę na 14. MFF w Cannes (ex aequo nagrodę tę przyznano wtedy również Viridianie Luisa Buñuela).
Kolejny film reżysera, Kodyn (1963), startował w konkursie głównym na 16. MFF w Cannes, gdzie otrzymał nagrodę za najlepszy scenariusz.
W czasie swojej długoletniej kariery Colpi wyreżyserował ogółem 5 filmów fabularnych i zmontował ponad 20, w tym klasyczne dzieła Alaina Resnais’go Hiroszima, moja miłość (1959) i Zeszłego roku w Marienbadzie (1961). W późniejszych latach poświęcił się pracy pedagogicznej, ucząc montażu w szkole filmowej w Brukseli.

## Filmografia

### Reżyser
- 1961: Tak długa nieobecność (Une aussi longue absence)
- 1963: Kodyn (Codine)
- 1966: Bezimienna gwiazda (Mona, l'étoile sans nom)
- 1970: Koń zwany Ulissesem (Heureux qui comme Ulysse...)
- 1973: Tajemnicza wyspa (La isla misteriosa) – współreżyser